# Moraea worcesterensis
Moraea worcesterensis är en irisväxtart som beskrevs av Peter Goldblatt. Moraea worcesterensis ingår i släktet Moraea och familjen irisväxter. Inga underarter finns listade i Catalogue of Life.